# Книга путей и стран (Ибн Хаукаль)
«Книга путей и стран» (араб. كتاب المسالك والممالك‎ — «Китаб аль-масалик ва-ль-мамалик») или «Книга картины Земли» (араб. كتاب صورة الأرض‎ — «Китаб сурат аль-ард») — географическое произведение Ибн Хаукаля (X век), ценный источник по средневековой истории Арабского халифата и окрестных стран.
Труд Ибн Хаукаля является расширенной версией «Книги путей и стран» аль-Истахри. В нём даны историко-этнографические сведения о карлуках, огузах, кимаках, кыргызах, тогуз-огузах, хазарах и др. тюркских племенах, а также лингвистические сведения о том, что все они говорили на одном языке. Описаны города Испиджаб, Тараз, Сауран, Сюткент, Фараб, Кардар и другие города Южного Казахстана, бассейна Сырдарьи, Семиречья, а также Каспийское и Аральское море, pеки Волга и Сырдарья. Тараз описан в качестве торгового центра мусульман и тюрков. Отмечено, что дальше начинаются владения карлуков. По содержанию произведения, по приведённым данным, а также географическим картам «Сурат аль-ард» («Облик Земли») можно получить полное представление о расположении тюркских племён. На карте указаны город Тараз и населённые пункты близ него.